# Dodge Hornet (2023)
Dodge Hornet — це компактний повнопривідний кросовер, який виготовляється та продається компанією Dodge, починаючи з 2022 року як найменший автомобіль бренду — продається виключно в Північній Америці та виготовляється в Італії як змінений варіант Alfa Romeo Tonale.

## Огляд

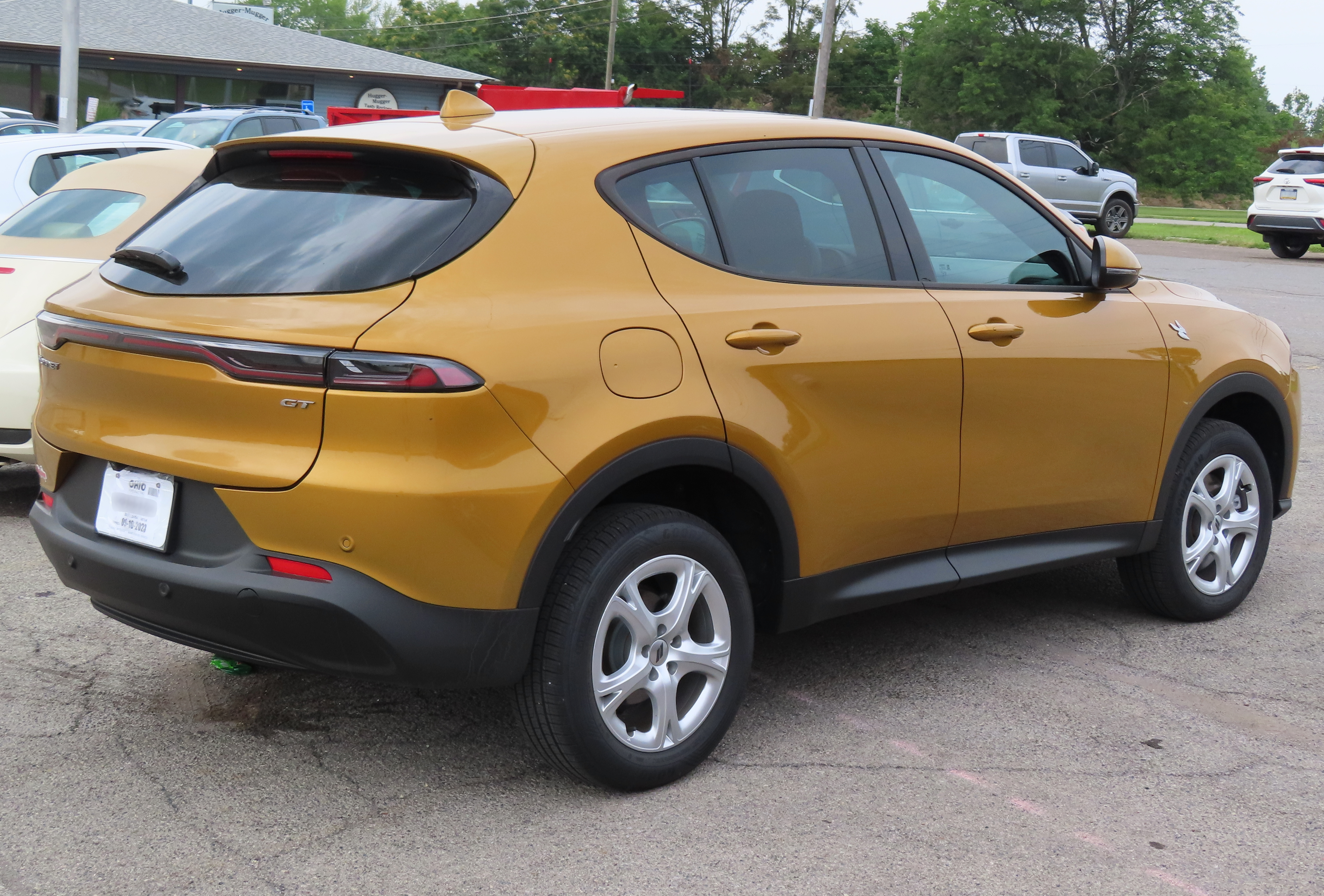
Вид ззаду (GT)

Hornet був розроблений Джеффом Гейлом, чий батько Том Гейл розробив Dodge Viper, і був випущений у серпні 2022 року. 

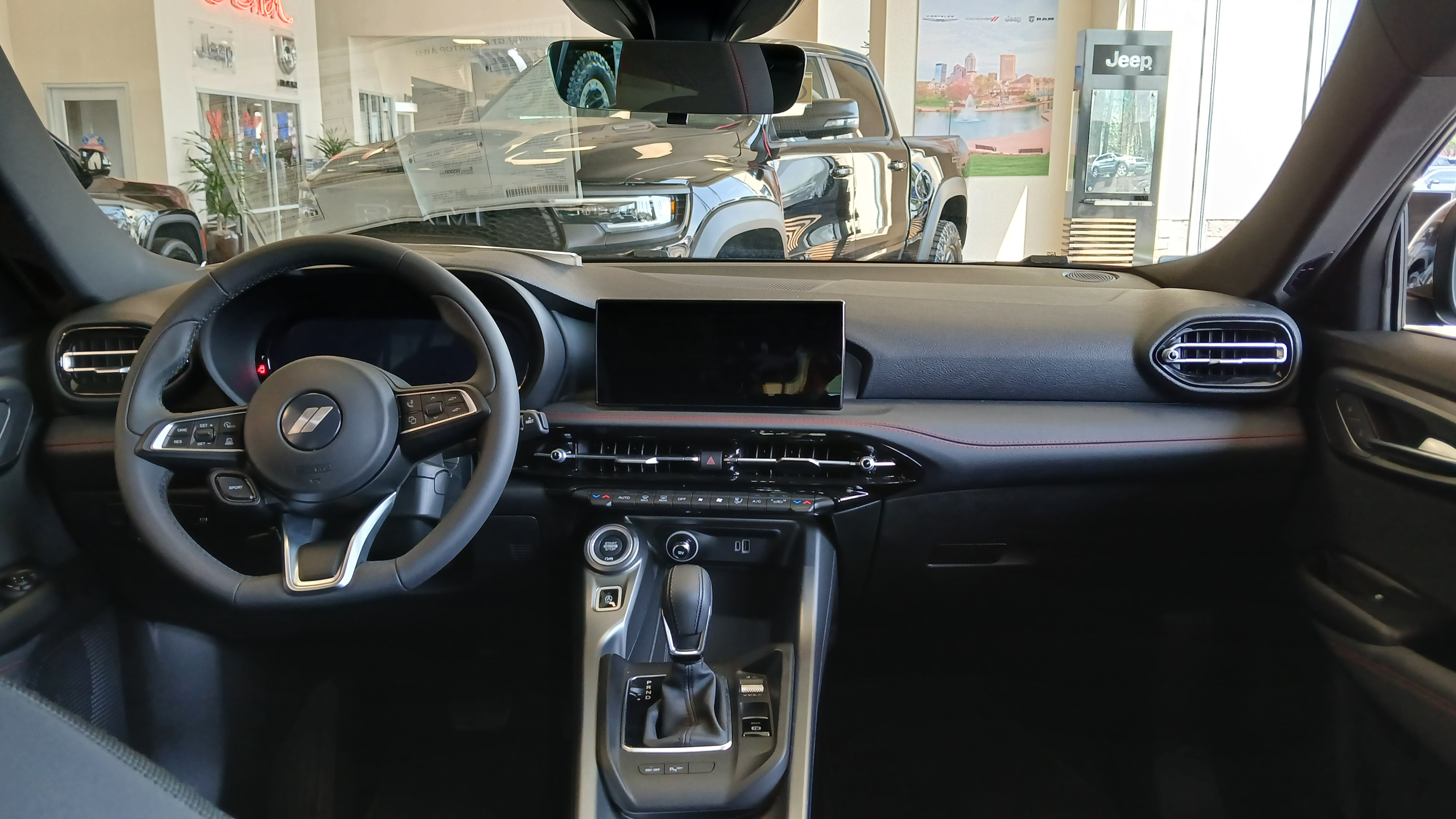

Hornet доступний у чотирьох комплектаціях: GT, GT Plus, R/T і R/T Plus. Це перша нова модель бренду за більш ніж десятиліття, яка з’явилася через три роки після припинення випуску середньорозмірного кросовера Journey.  Hornet також виготовляється на тому ж італійському заводі в Помільяно д'Арко, що й Tonale, і базується на тій же платформі, що й Jeep Compass (MP).
Це перший в історії гібридний автомобіль бренду, а комплектація R/T матиме подвійні електродвигуни. На відміну від свого розкішного брата Tonale, Hornet буде виключно повнопривідним автомобілем.  Hornet також відрізняється від Tonale характеристиками, ціною та розкішшю. Згідно з Dodge, Hornet R/T матиме понад 30 миль запасу ходу.

## Hornet GLH

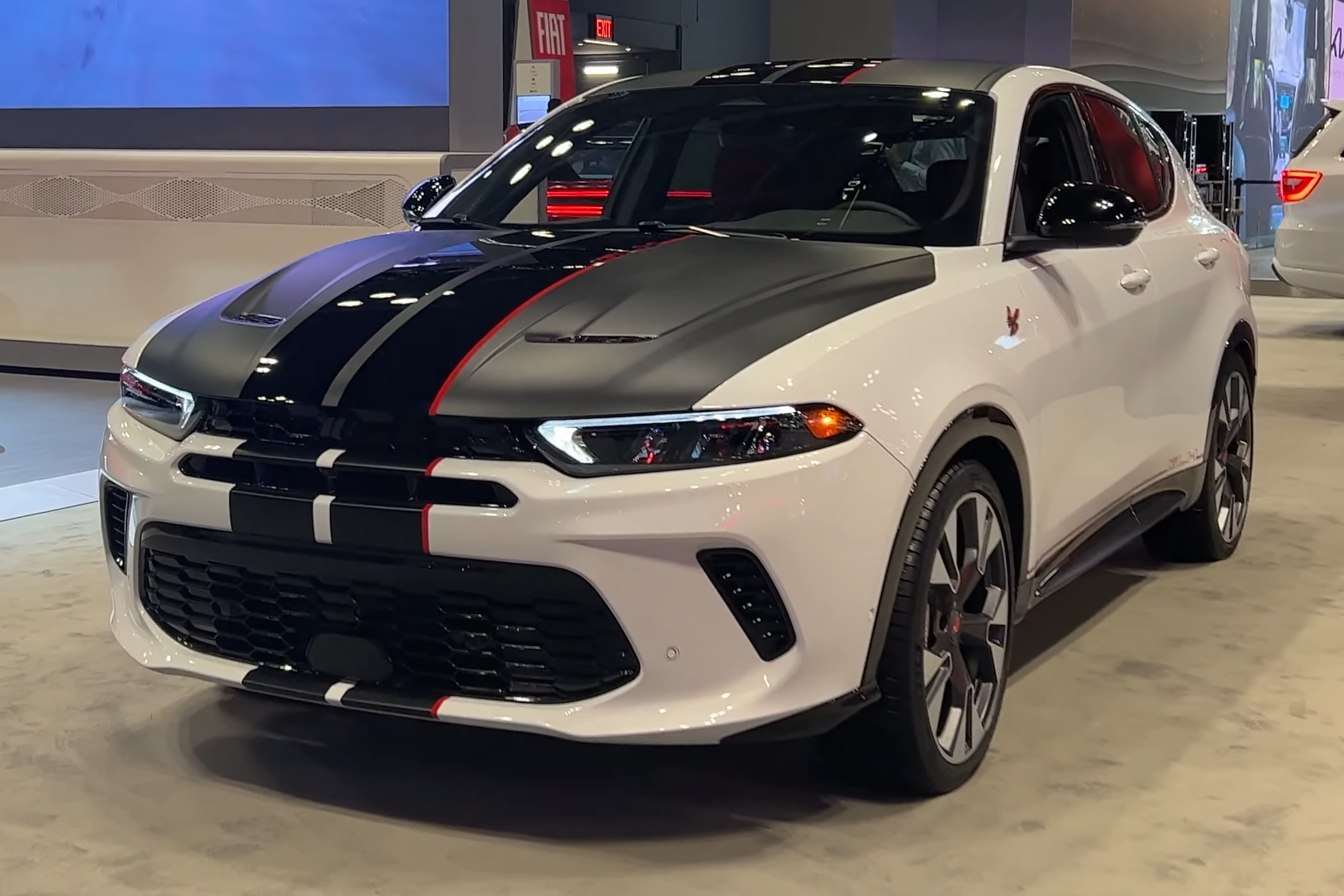
Концепт Hornet GT GLH 2023 року

Наприкінці 2022 року генеральний директор Dodge Тім Куніскіс оголосив про плани щодо більш потужної моделі Hornet GLH («Goes Like Hell»).  Hornet R/T GLH був представлений 22 березня 2023 року. Це концепт-кар, який має візуальні оновлення, такі як опущені пружини, 20-дюймові колеса, спеціальна графіка та гучніший вихлоп. 

## Двигуни
- 2.0 л Hurricane4 турбо I4 (GT) 
  - 1,3 л турбо I4 (R/T)

## Дивіться також
- Alfa Romeo Tonale